# Goldküste (Kolonie)
Die britische Kronkolonie Goldküste („Gold Coast Colony“) in Westafrika bestand von 1878 bis 1957 und war Teil Britisch-Westafrikas. Am 6. März 1957 erlangte sie zusammen mit der Kronkolonie Ashanti, dem Protektorat Nordterritorien der Goldküste sowie dem Treuhandgebiet Britisch-Togoland als Commonwealth Realm (ab 1960 Republik) Ghana die Unabhängigkeit.
Die Kolonie umfasste die südlichen Landesteile des heutigen Ghana und leitete ihren Namen von der seit dem 17. Jahrhundert gebräuchlichen Bezeichnung „Goldküste“ für diesen Küstenabschnitt ab. Im weiteren Sinn wurde der Begriff Goldküste als politische Bezeichnung auf das gesamte britisch beherrschte Gebiet des heutigen Ghana angewandt, also ab 1900 auch auf Aschantigebiet in Zentralghana und die unter britischer Herrschaft stehenden nördlichen Gebiete der heutigen ghanaischen Republik. Die Kolonie umfasste ein Gebiet von ca. 187.900 km².
Einige Quellen geben das Jahr 1821 als Gründungsjahr an. In diesem Jahr wurden die britischen Forts an der Goldküste dem britischen Kolonialamt unterstellt, das die Verwaltung jedoch bald an einen Rat der Siedler und Händler in diesen Forts abgab.

## Geschichte der Entstehung der Kolonie
Europäer haben sich schon früh an der Goldküste festgesetzt, die 1470 durch den Portugiesen João de Santarém den Europäern bekannt gemacht worden war. Diogo de Azambuja landete 1481 mit 700 Mann bei Elmina und baute Fort São Jorge da Mina. Die Holländer setzten sich in Mori (Ghana) (östlich von Cape Coast Castle) und an anderen Orten fest und vertrieben 1637 die Portugiesen. Englische Abenteurer siedelten sich ebenfalls an, doch wurden ihre Forts mit Ausnahme von Cape Coast Castle 1667 von den Niederländern genommen. Ursache für das starke Interesse der Europäer war der atlantische Sklavenhandel, der von den Forts und Faktoreien am Atlantik seinen Ausgang nahm. Der Afrikanist Franz Ansprenger bemerkt deswegen: „In Wirklichkeit war das alles eine Sklavenküste“.
Anschließend bildete sich 1672 die Royal African Company von Kaufleuten. Die Kompanie baute oder verstärkte Dixcove, Sekondi, Anomabu, Winneba (Simpah), Accra und Cape Coast Castle, nahe den niederländischen und den vorher errichteten dänischen Forts. Von 1683 bis 1720 gab hier Brandenburg-Preußen ein kurzes koloniales Intermezzo mit der Besitzung Groß Friedrichsburg. 1752 bildete sich eine neue Afrikanische Kompanie von Kaufleuten. Währenddessen nahmen die Fanti das Land des Herrschers von Efutu und wurden Verbündete der Briten. Die Niederländer andererseits verbündeten sich mit den Aschanti. Briten und Niederländer, auch die Dänen, bezahlten den Häuptlingen einen Grundzins.
Die Aschanti unterwarfen 1807 das Land der Fanti und verlangten nun von den Engländern einen Grundzins. Im September 1817 konnte man sich schließlich einigen. Darauf wurde 1821 die Afrikanische Kompanie aufgehoben und die Goldküste eine Dependenz von Sierra Leone. Die Engländer unterstützten die Fanti und schlugen 1826 die Aschanti-Armee vollständig. Doch wurde erst 1831 ein Vertrag abgeschlossen, nach dem sämtliche südlich vom oberen Pra gelegenen Länder unter britischen Schutz gestellt wurden, ebenso Dankira.
Die Forderung nach Gründung einer Kolonie Goldküste wurde dann verstärkt seit den 1840er Jahren von britischen Siedlern und Händlern vor Ort erhoben. Die Kosten einer dauerhaften Beherrschung des Gebietes schienen dem Kolonialamt im „Mutterland“ im Vergleich zum möglichen Gewinn allerdings zu hoch und das Ansinnen wurde von den zuständigen Behörden mehrfach abgelehnt. Bis 1850 war dann die britische Regierung mit Ausnahme einiger niederländischer Niederlassungen allmählich Herrin der ganzen Goldküste geworden.
Mehrere Gründe führten 1874 dennoch zur Gründung der Kolonie:
- In den späten 1860er Jahren kam es in Großbritannien zu einer neuen prokolonialen und proimperialistischen Stimmung vor dem Hintergrund der Suche nach neuen Absatzmärkten und Rohstofflieferanten für die heimische Industrie. Zudem hatte die waffentechnische Überlegenheit der Europäer eine neue Qualität erreicht.
- 1872 hatten die Niederländer als letzte europäische Macht neben den Briten ihre befestigten Stützpunkte an der Goldküste gegen Einräumung von Handelsprivilegien aufgegeben. Entscheidend dazu beigetragen hatte der erfolgreiche militärische Widerstand der Fanti-Konföderation gegen die Übernahme einzelner britischer Forts (z. B. in Dixcove) durch die Niederländer. Von niederländischer Konkurrenz befreit, konnten die Briten mit erhöhten Profiten im Handel rechnen und effektiv Zolleinnahmen durchsetzen.
- 1874 hatte das Aschantireich die entscheidende Niederlage gegen die Briten hinnehmen müssen. Damit waren die Briten in der Lage, auf dem Gebiet des heutigen Ghana ihre Interessen gegen jedermann durchzusetzen. Es gab keine einheimische Macht mehr, die ihnen noch etwas entgegensetzen konnte.

## Die inneren Verhältnisse in der Goldküste: Kronkolonie, Protektorat und Territorium

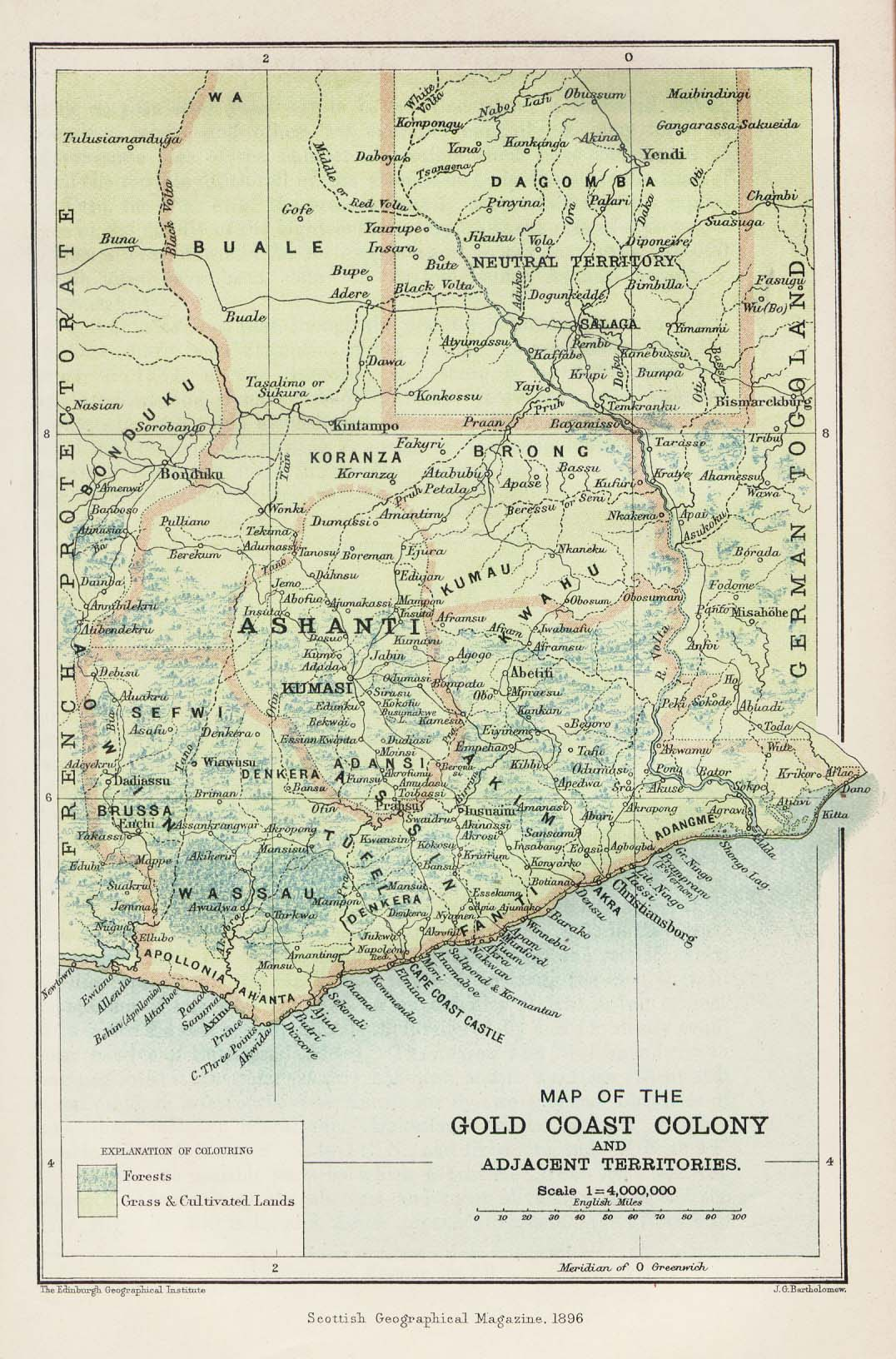
Karte der Kolonie Goldküste 1896

Im Juli 1874 kam es daher zur Gründung der „Gold Coast Colony“, die das gesamte Territorium des heutigen Südghana umfasste. Dieses Herzstück der Kolonie wurde überwiegend von den Fanti bewohnt. 1896 besetzten die Briten als Höhepunkt einer Serie kriegerischer Auseinandersetzungen Kumasi, die Hauptstadt des Aschantikönigreiches, nahmen den Asantehene, den Herrscher der Aschanti, gefangen und erklärten das Aschantigebiet zum Protektorat. Später kamen die noch heute „Northern Territories“ genannten Gebiete der Mamprusi, Dagomba und anderer Völker Nordghanas hinzu.
Die Form der kolonialen Machtausübung innerhalb dieser drei Gebiete war sehr unterschiedlich. In der „Kronkolonie“ war den Einheimischen in Maßen eine politische Betätigung im modernen Wortsinn möglich: Politische Vereinigungen konnten sich ohne Genehmigung durch die Briten bilden und es gab weitgehende Pressefreiheit. Englisches Recht war gültig und Rechtsanwälte waren in der Lage, Auswüchse der Kolonialherrschaft zu bekämpfen. Im „Protektorat“ dagegen war Rechtsanwälten die Ausübung ihres Berufes verboten und politische Vereinigungen mussten sich als kulturelle oder soziale Vereinigungen tarnen. In der Kronkolonie gab es zudem schon aufgrund des längeren britischen Einflusses eine große Anzahl westlich gebildeter Afrikaner, die mit der Kolonialverwaltung kooperierten und diese auch in Ansätzen kontrollierten. Im „Protektorat“ dagegen bemühten sich die Briten bis in die 1920er-Jahre hinein um die Zerstörung des Aschantiimperialismus und seiner verbliebenen Traditionen. 
Die „Northern Territories“ wiederum waren in die späteren politischen Reformversuche innerhalb der Goldküste gar nicht eingebunden, hatten z. B. keine Stimme im gesetzgebenden Rat der sogenannten Burns-Verfassung der 1940er Jahre.

## Britische Machtausübung in der Kolonie Goldküste: „indirect rule“ seit den 1920er Jahren

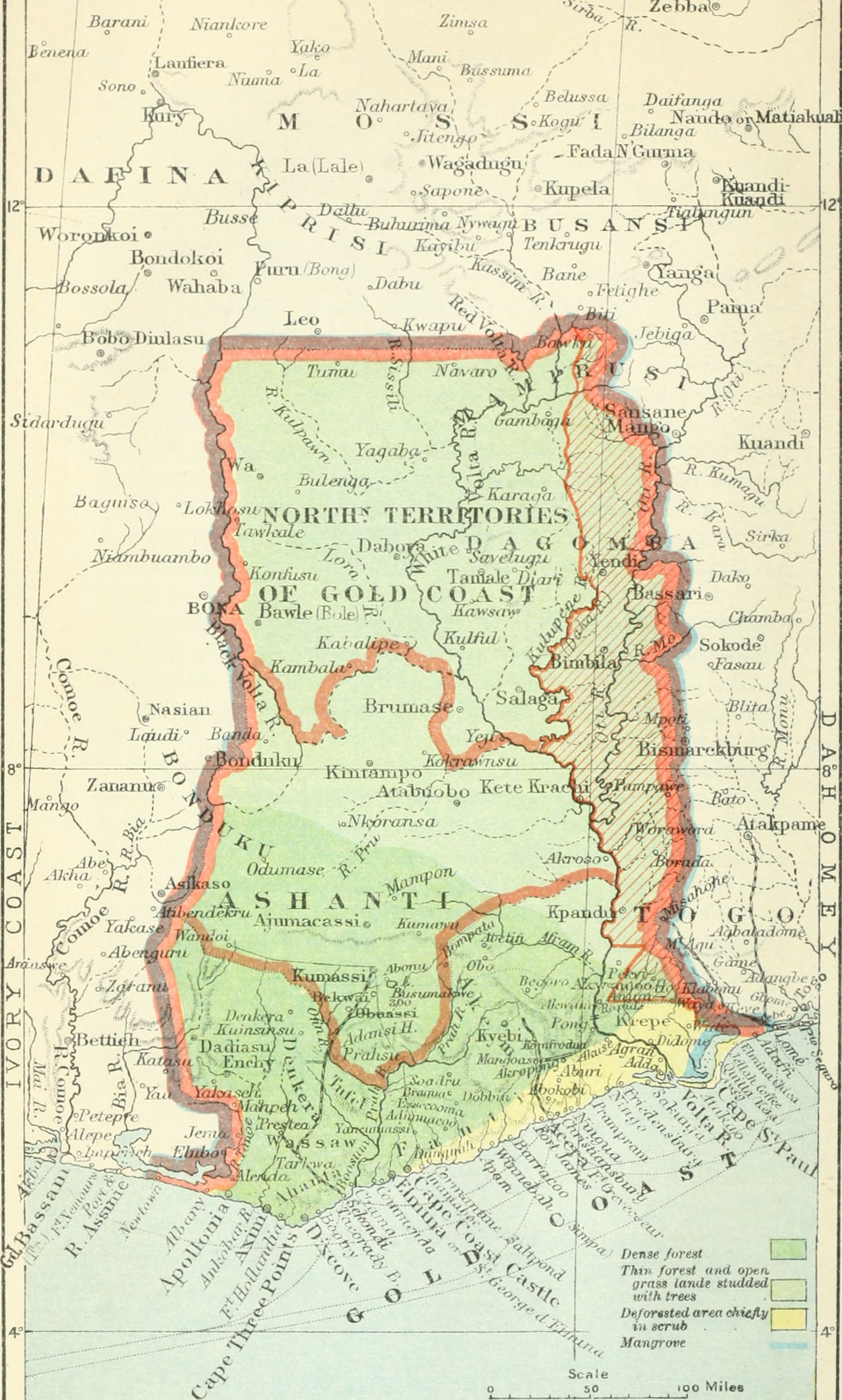
Karte der Kolonie Goldküste 1922

Von 1919 bis 1929 war Frederick Gordon Guggisberg Gouverneur der Kolonie und bemühte sich seit seinem Amtsantritt um eine Änderung der bestehenden Kolonialpolitik in der Goldküste. Unter Guggisbergs Verwaltung ging der Einfluss der Missionsgesellschaften insgesamt zugunsten von stark kapitalisierten Privatunternehmen und staatlichen Institutionen Großbritanniens zurück. Eine dieser Gesellschaften war die Basler Mission, sie betrieb seit 1859 die Basler Handelsgesellschaft (BHG), die 1893 in der Goldküste mit dem Export von Kakao begann. Ab 1911 war die Goldküste das weltgrößte Exportland des Rohstoffs.
Guggisbergs Vorbild waren die Theorien zur „indirect rule“ von Frederick Lugard, dem damaligen Gouverneur von Britisch-Nigeria. Lugards Theorie sah eine möglichst umfassende Delegation von Verwaltungsaufgaben an die einheimischen Eliten und traditionellen Oberhäupter der Kolonien vor – allerdings nur auf den unteren Verwaltungsebenen. Tatsächlich einflussreiche Posten blieben auch nach der Theorie der „indirect rule“ den Briten vorbehalten. Dennoch förderte diese Verwaltungsform sicherlich die Entstehung einer westlich gebildeten Elite, sogenannter educated Africans, gerade im Süden des Landes, die als Alternative zu den Chiefs aufgebaut wurde. Neben Europäern wanderten auch Inder, Syrer und Familien vom Libanonberg in das Land ein, welche als mittlere Kaufleute die ansässigen afrikanischen Händler verdrängten. Macht besaßen die britischen Lever Brothers und ihre ab 1929 marktbeherrschende United Africa Company (Palm Line).
Die Basler Historikerin Andrea Franc untersuchte in ihrer Dissertation 2008, ob schweizerische Privatunternehmen vom Kolonialismus anderer Staaten, zum Beispiel Großbritanniens an der Goldküste, profitiert hatten. Zwar sei die Beziehung zwischen dem britischen Gouverneur und den schweizerischen Händlern nicht immer harmonisch gewesen, aber Franc kam zu dem Ergebnis, dass grundsätzlich ein Vorteil auf Seiten der Händler gegeben gewesen sei. So forderten viele von ihnen von der Kolonialregierung, gegen renitente Einheimische härter vorzugehen. Francs Fazit war: „Eine expansionistische Ideologie, wie sie hinter dem britischen Weltreich stand, lässt sich zwar nicht für den Schweizer Staat, sicher aber für die Basler Mission und auch für ihre Handelsgesellschaft ausmachen.“ Zwar sei es vor 1914 nicht so sehr Imperialismus, sondern eher „wenig profilierter ökonomischer Expansionismus“ oder „wirtschaftlicher Opportunismus“ gewesen. Mit dem Beginn des Ersten Weltkriegs aber hätten Banken und Industrie auf eine Weise Expansionspolitik betrieben, die als  Imperialismus im engeren Sinne zu sehen sei.

## Der Weg zur Unabhängigkeit der Goldküste

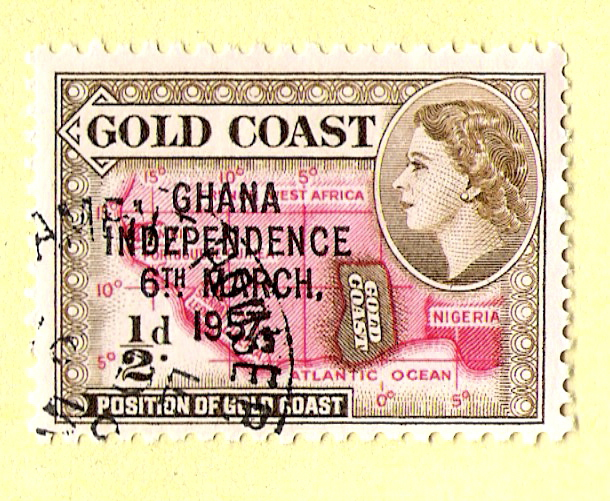
Briefmarke der Gold Coast Colony (mit der Aufschrift „Ghana Independence 6th March 1957“ vom neuen Staat benutzt)

Die gesamte Zeit ihrer Herrschaft waren die Briten an der Goldküste mit unterschiedlichen Formen des Widerstandes konfrontiert. Vom Widerstand gegen die Einführung einer Kopfsteuer in den 1860er Jahren oder den bewaffneten Aufstand der Aschanti um 1900 über die Jugendbewegung der 1930er Jahre bis hin zu wirtschaftlichen Boykottbewegungen in den 1940er Jahren. Für Ghana bedeutete die Kolonialisierung jedoch nicht nur Schlechtes, denn der Lebensstandard verbessere sich signifikant, nachdem mit zu Beginn des 20. Jahrhunderts der Kakaoanbau einsetze. Ähnliches lässt sich auch nach dem Zweiten Weltkrieg erkennen. Insgesamt weist Ghana zu diesen Zeiten bessere Lebensstandards auf als während der Zeit nach der Unabhängigkeit.
1947 gründete sich mit der United Gold Coast Convention (UGCC) eine Partei, die die Unabhängigkeit des Landes als Programm hatte. An führender Stelle stand dabei der spätere Gründerpräsident und Nationalheld von Ghana, Kwame Nkrumah. Die Partei nahm einen enormen Aufschwung durch die sogenannten Accra-Riots. Diese „Accra-Unruhen“ waren 1948 nach dem Tod zweier Demonstranten durch britische Polizeikugeln in Accra ausgebrochen, hatten sich bald in verschiedene Landesteile ausgebreitet und 29 Tote gefordert. Im Gefolge dieser Unruhen wurden etliche Führer der Partei inhaftiert, unter ihnen Kwame Nkrumah.
1949 gründete der landesweit bereits ungeheuer populäre Nkrumah eine neue Partei, die Convention People’s Party, die die Forderung nach Unabhängigkeit deutlich radikaler vertrat. Bei Wahlen 1950 gewann Nkrumahs CPP haushoch und nahezu landesweit.
1951 entließ die Kolonialverwaltung nach großem Druck den inzwischen wieder inhaftierten Nkrumah aus dem Gefängnis und betraute ihn mit dem Amt eines „Führers der Regierungsgeschäfte“. Während der Regierungszeit seiner Partei von 1951 bis 1954 kam es noch unter britischer Herrschaft zu außerordentlichen Fortschritten in der Infrastruktur der Goldküste in den Bereichen Verkehr und Bildung, so dass die CPP bei den nächsten Wahlen trotz inzwischen erwachsener regionaler, politischer Konkurrenz im Aschantigebiet wiederum deutlich gewann. Am 6. März 1957 endete die Geschichte der britischen Kolonie Goldküste mit der Gründung des unabhängigen Ghana.